# Liste der Naturdenkmale in Niederkumbd
Die Liste der Naturdenkmale in Niederkumbd nennt die im Gemeindegebiet von Niederkumbd ausgewiesenen Naturdenkmale (Stand 13. Mai 2024).

## Ehemalige Naturdenkmale
| Nr. | Bezeichnung | Lage                                             | Beschreibung                                  | Bild                                    |
| --- | ----------- | ------------------------------------------------ | --------------------------------------------- | --------------------------------------- |
|     | Eiche       | westlich des Ortes; Abteilung In den Eichen Lage | Quercus sp.; Rechtsverordnung 2001 aufgehoben | Direkt Bild zu diesem Denkmal hochladen |